# Svjetska prvenstva u bendiju
Svjetska prvenstva u bendiju (Bandy World Championships) za muškarce se prvi put igralo tek 1957., iako se bendi igralo još u 19. stoljeću. Od 2004., održavaju se svjetska prvenstva i za žene.
Ne valja miješati svjetsko prvenstvo sa svjetskim kupom, koji je klupsko natjecanje.

## Sudionici
Dugo vremena, jedine četiri države koje su sudjelovale i natjecale se na svjetskom prvenstvu su bile SSSR, Švedska, Finska i Norveška. SSSR je imao potpunu prevlast.
Kasnije, više zemalja se počelo pridruživati natjecanju, počevši od SAD-a 1985. godine. Zanimanje za ovaj šport se proširio i po drugim dijelima Europe, Sjeverne Amerike i Azije, a raspad SSSR-a je otvorio put samostalnim bendijskim savezima bivših sovjetskih republika.
Povećanjem broja sudionica, prvenstvo se sada igra u dvije lige, skupinu A za bolje i skupinu B koja predstavlja niži razred. U svakom prvenstvu, najbolja postava iz skupine B se automatski kvalificira za skupinu A u idućem natjecanju, zamjenjujući tako zadnjega u skupini A.

## Poredak na prvenstvima
| Godina | Zlato   | Srebro   | Bronca    | Domaćin                 |
| ------ | ------- | -------- | --------- | ----------------------- |
| 1957.  | SSSR    | Finska   | Švedska   | Helsinki, Finska        |
| 1961.  | SSSR    | Švedska  | Finska    | Norveška                |
| 1963.  | SSSR    | Finska   | Švedska   | Švedska                 |
| 1965.  | SSSR    | Norveška | Švedska   | SSSR                    |
| 1967.  | SSSR    | Finska   | Švedska   | Finska                  |
| 1969.  | SSSR    | Švedska  | Finska    | Švedska                 |
| 1971.  | SSSR    | Švedska  | Finska    | Švedska                 |
| 1973.  | SSSR    | Švedska  | Finska    | Moskva, SSSR            |
| 1975.  | SSSR    | Švedska  | Finska    | Finska                  |
| 1977.  | SSSR    | Švedska  | Finska    | Norveška                |
| 1979.  | SSSR    | Švedska  | Finska    | Švedska                 |
| 1981.  | Švedska | SSSR     | Finska    | Habarovsk, Rusija, SSSR |
| 1983.  | Švedska | SSSR     | Finska    | Helsinki, Finska        |
| 1985.  | SSSR    | Švedska  | Finska    | Oslo, Norveška          |
| 1987.  | Švedska | Finska   | SSSR      | Stockholm, Švedska      |
| 1989.  | SSSR    | Finska   | Švedska   | Moskva, Rusija, SSSR    |
| 1991.  | SSSR    | Švedska  | Finska    | Helsinki, Finska        |
| 1993.  | Švedska | Rusija   | Norveška  | Hamar, Norveška         |
| 1995.  | Švedska | Rusija   | Finska    | Roseville, SAD          |
| 1997.  | Švedska | Rusija   | Finska    | Västerås, Švedska       |
| 1999.  | Rusija  | Finska   | Švedska   | Arhangelsk, Rusija      |
| 2001.  | Rusija  | Švedska  | Finska    | Oulu, Finska            |
| 2003.  | Švedska | Rusija   | Kazahstan | Arhangelsk, Rusija      |
| 2004.  | Finska  | Švedska  | Rusija    | Västerås, Švedska       |
| 2005.  | Švedska | Rusija   | Kazahstan | Kazan, Rusija           |
| 2006.  | Rusija  | Švedska  | Finska    | Stockholm, Švedska      |
| 2007.  | Rusija  | Švedska  | Finska    | Kemerovo, Rusija        |
| 2008.  | Rusija  | Švedska  | Finska    | Moskva, Rusija          |
| 2009.  | Švedska | Rusija   | Finska    | Västerås, Švedska       |
| 2010.  | Švedska | Rusija   | Finska    | Moskva, Rusija          |
| 2011.  | Rusija  | Finska   | Švedska   | Kazan, Rusija           |
| 2012.  | Švedska | Rusija   | Kazahstan | Almati, Kazahstan       |
| 2013.  | Rusija  | Švedska  | Kazahstan | Švedska i Norveška      |
| 2014.  | Rusija  | Švedska  | Kazahstan | Irkutsk, Rusija         |

## Unutrašnje poveznice
- Bendi
- Svjetska prvenstva u bendiju za žene
- Svjetski kup u bendiju

## Vanjske poveznice
- Rezultati SP-a 1957.-1999. Pera G. Olssona